# إديث بوفير بيلي
إديث بوفير بيلي (بالإنجليزية: Edith Bouvier Beale) هي عارضة وراقصة ونجمة اجتماعية وممثلة أمريكية، ولدت في 7 نوفمبر 1917 بنيويورك في الولايات المتحدة، وتوفيت في 9 يناير 2002 في الولايات المتحدة بسبب نوبة قلبية.

## وصلات خارجية
- إديث بوفير بيلي على موقع IMDb (الإنجليزية)
- إديث بوفير بيلي على موقع ألو سيني (الفرنسية)
- إديث بوفير بيلي على موقع أول موفي (الإنجليزية)
- إديث بوفير بيلي على موقع كينوبويسك (الروسية)
- إديث بوفير بيلي على موقع كينوبويسك (الروسية)